# سلحشور

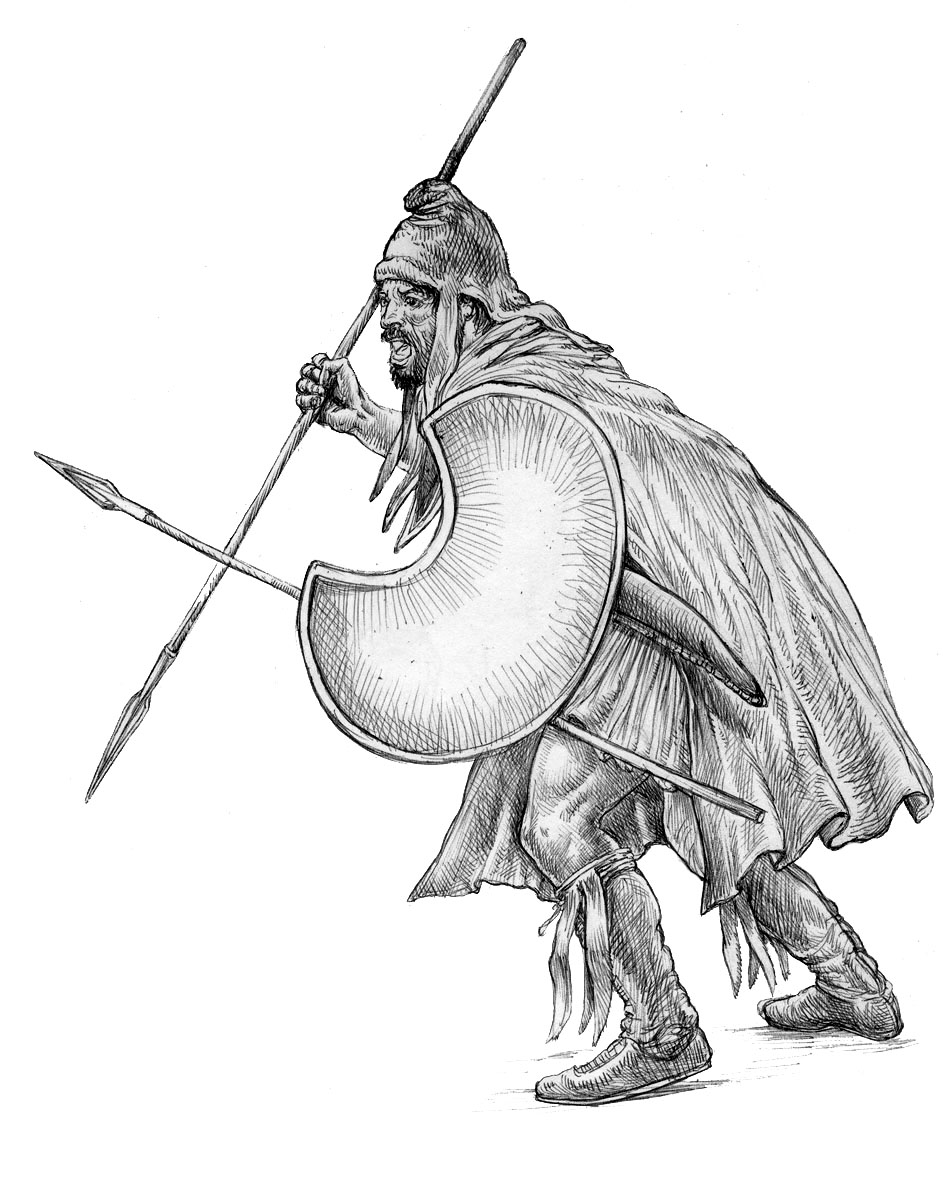
طرحی از یک جنگجوی تراسیان مربوط به ۴۰۰ سال قبل از میلاد

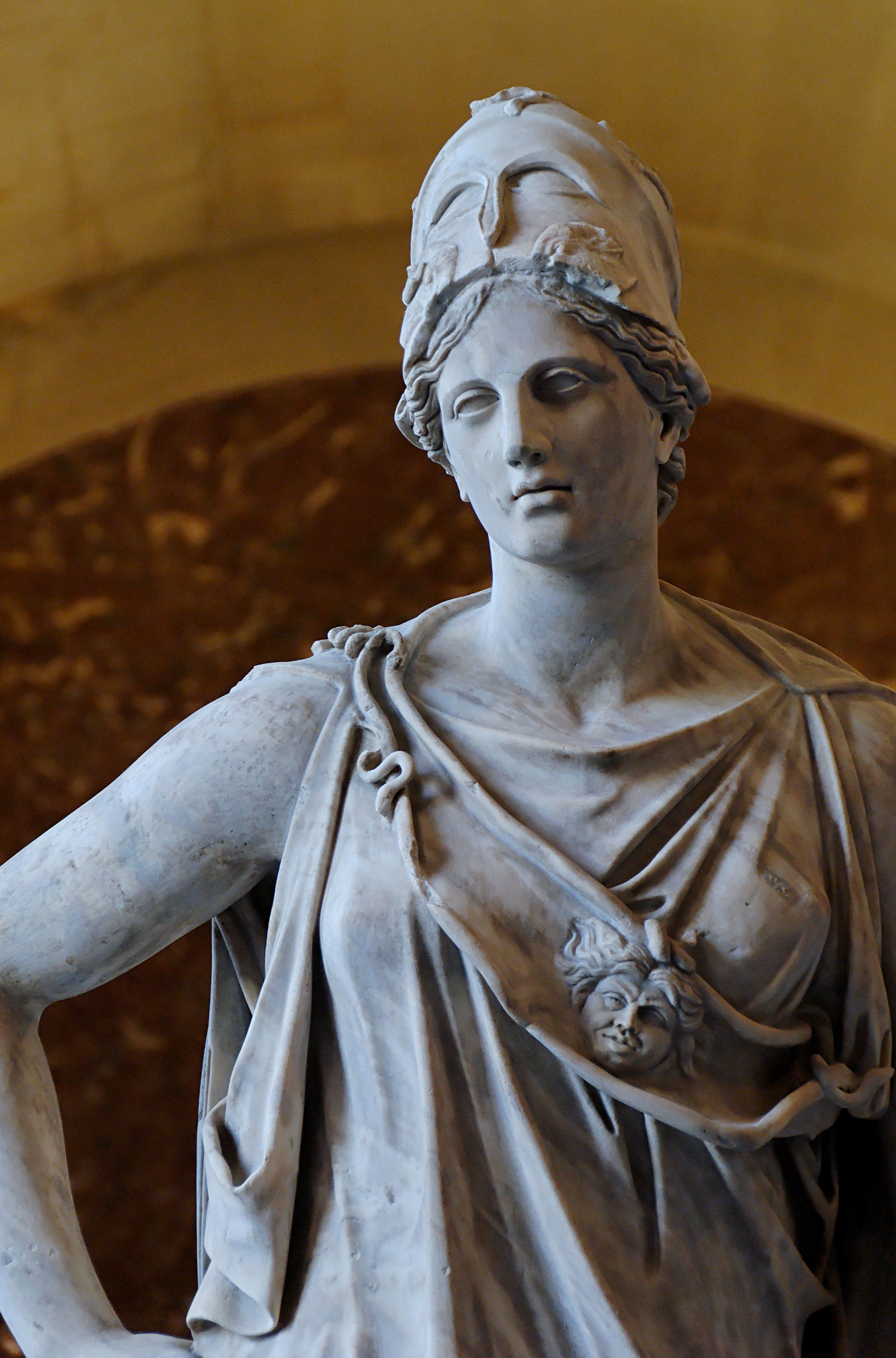
آتنا ایزدبانو سلحشور از اساطیر یونانی - موزه لوور

سِلَحشور، یا جنگاور فردی با تجربه‌است که قادر است در درگیری یا جنگ شرکت داشته باشد. این جایگاه به خصوص در جوامع قبیله ای از اهمّیّت زیادی برخوردار است. با توجه به دیکشنری رندوم هاوس می‌توان گفت که کلمه سلحشور دو معنی را می‌رساند، اول استفاده تحت‌الفظی به معنای کسی که درگیر جنگ است یا در جنگیدن تجربه زیادی دارد، و دوم اشاره تلویحی به کسی که در سیاست یا ورزش قوی، شجاع یا پرخاشگر است.

## بررسی اجمالی
در جوامع قبیله ای هنگامی که قبیله درگیر یک جنگ بومی است، جنگجویان دارای طبقات و تقسیم‌بندی‌های مخصوص به خود هستند. در فئودالیسم رعایا اساساً نظامی یا جنگجو هستند. حتی ممکن است در جنگ‌ها دهقانان نیز برای مبارزه فراخوانده شوند. در برخی از جوامع ممکن است هنگام جنگ قسمت بزرگی از مردم (به‌طور واضح‌تر، بخش بزرگی از جمعیت مردان) بعنوان جنگجو برگزیده شوند. به عنوان مثال می‌توان در عصر آهن از قبایل ژرمنی یا سیکها نام برد.
سلحشوران حرفه‌ای برای درگیر شدن در مبارزات و جنگ‌ها دستمزد دریافت می‌کنند.

## آموزش رفتاری
در بسیاری از جوامع کدهای خاصی برای سلحشوران تعیین می‌گردد. این کدها بر اساس ویژگی‌های اخلاقی هستند و به این منظور تعیین می‌شوند تا مشخص شود جنگجو فاسد نیست یا برای جامعه خطری ندارد. ویژگی‌های مشترک این تقسیم‌بندی‌ها شامل ارج نهادن به افتخاراتی می‌شود که در اشکال ایمان، وفاداری و شجاعت وجود دارد.
برای مثال می‌توان به موارد زیر اشاره کرد:
- « نه صفت اصیل » در فولکلور ژرمنی.
- روش «رفتار اسپارتی» در نظم در ارتش اسپارت.
- روش «شوالیه‌های قرون وسطی» در آئین شوالیه گری.
- روش «ک‌شاتریا» از دارما در هند.
- «ارزش‌های باستانی» ارتش ارمنستان.
- روش «ک‌هالسا» در میان سربازان مقدس سیک.
- روش «بوشیدو» (راه جنگجو) که در میان ساموراییهای ژاپنی انجام می‌شد.
- روش «چهتری» در نپال که شامل کاست جنگجوها و پادشاهان می‌شد؛ گورخاص‌های اصیل.
- روش «زیا» در چین.
- روش «دهانور» در لژیون خارجی فرانسه که هنوز در حال استفاده است.
- روش «کردو لژیوناریو» در لژیون اسپانیا که هنوز در حال استفاده است.
- روش «فروسیه» در میان اعراب در قرون میانه.
- آیین پهلوان از ایران باستان تا به امروز

## فرهنگ سلحشوران
فرهنگ سلحشوری فرهنگی است که به شدت بر نبرد، جنگ و تا حدود زیادی هنرنمایی با جنگ‌افزار تأکید دارد. این فرهنگ معمولاً ترکیبی است از شخصیت رهبران نظامی، جنگجویان، نخبگان حاکم و تا حدودی اصول اقتصاد مبتنی بر جنگ.
جوامع فئودالی همواره فرهنگ سلحشوری نداشته‌اند. اگرچه هنرنمایی با جنگ‌افزار، نبرد و جنگ در این فرهنگ با ارزش هستند اما احتیاجی نیست لزوماً به آنها تأکید شود. اما باید به این نکته نیز اشاره کرد که در بعضی از جوامع فئودالی، سربازی برای طبقه دهقانان اجباری بوده‌است.

## زنان سلحشور
منابعی هستند که گاه به گاه از حضور زنان سلحشور و جنگجو دنیای باستان به عنوان موارد استثنا نام برده‌اند. به عنوان مثال می‌توان به سلحشور معروف ملکه ایزابلا د کاستیا که با شاه فرناندو د آراگن ازدواج کرد اشاره کرد. آنها قلمرو ملکه، پادشاه و دیگر استان‌های اسپانیا را برای تشکیل کشور اسپانیا متحد کردند.
در برخی از سنت‌های باستانی خدایان نقش برجسته‌ای در مذهب دارند که معمولاً می‌توان یک ایزدبانو جنگجو را در میان خدایان جنگجو مشاهده کرد. شیرها معمولاً با ایزدبانوها همراه هستند. مشاهده و طراحی شکار دسته جمعی شیرها در دوران باستان می‌تواند تحت تأثیر ارتباط نمادین شیرها و ایزدبانوها باشد. ادعا مبارزه گروهی از زنان در افسانه آمازون‌ها، در ادبیات کلاسیک یونانی ثبت شده‌است.

## سلحشور معنوی
سلحشور معنوی کسی است که شجاعانه با بزرگ‌ترین دشمن جهان، یعنی جهل خویشتن، منبع نهایی درد و رنج بر اساس فلسفه دهارمیک می‌جنگد. این شیوه در نوشتارهای مذهبی یا متافیزیکی کاربرد دارد. سلحشور معنوی می‌تواند از خود برای شرح سفر درونی دربارهٔ کشف خویشتن، به نفع دیگران استفاده کند.